# LeAnn Rimes
Margaret LeAnn Rimes Cibrian (n. 28 august 1982), cunoscută profesional ca LeAnn Rimes, este o cântăreață americană de muzică pop și country. Cunoscută pentru vocea ei minunată, Rimes a cunoscut succesul, la vârsta de 13 ani după lansarea piesei Bill Mack "Blue", devenind cea mai tânără vedetă muzicii country, după Tanya Tucker în 1972.
Rimes și-a făcut debutul în muzica country in 1996 cu albumul ei de debut: Blue, care a ajuns numărul unu în Top Country Albums și a fost certificat Multiplatinum în vânzările de Recording Industry Association of America (RIAA). Primul single, "Blue", a devenit un Top 10 hit și Rimes a câștigat recunoașterea națională pentru similitudinea ei cu stilul vocal al lui Patsy Cline. In 1997, a lansat cel de-al doilea albul You Light Up My Life:Inspirational Songs, s-a mutat la genul country pop, care a stabilit tendința pentru un șir de albume lansate în următorul deceniu.

## Viața personală
Margaret LeAnn Rimes s-a născut în Jackson, Mississippi. Ea este singurul copil al lui Wilbur Rimes și Belinda Butler. Familia ei s-a mutat la Garland, Texas, atunci când ea a avea vârsta de 5 ani. Ea a fost înscrisă în clasele vocale și de dans. Rimes a început cariera în teatru muzical, într-o producție Dallas, Texas A Christmas Carol, și aproape a reușit rolul principal in productia de pe Broadway, Annie. După apariția într-un show de televiziune Star Search, unde a fermecat clar gazda Ed McMahon, fapt ce a condus-o spre un titlu de campion timp de o săptămână, Rimes a decis să meargă înspre muzica country. Rimes a apărut de mai multe ori la Johnnie High's Country Music Revue în Arlington, Texas, unde a câștigat atenția unui talent național.
La vârsta de nouă ani, Rimes a devenit o cântăreță experimentată. A fost în turneul național alătur de tatăl ei și, de asemenea, efectua cu regularitate a cappella "The Star Spangled Banner", în deschiderea Dallas Cowboys meciuri de fotbal. Wilbur Rimes a inceput sa inregistreze fiica sa, sub numele independent Nici Va Jak când aceasta a împlinit unsprezece ani. Ea a lansat trei albume între 1991 și 1996.
Rimes a fost descoperită de către Dallas disc jockey și promoterul de înregistrare Bill Mack. Mack a fost impresionat de capacitatea vocală a lui Rimes, iar în următorii trei ani, el a făcut mai multe încercări de a o aduce la un nivel de masă. În centrul planului de a aduce succesul ei a fosthitul Blue,pe care Mack a pretins că el intenționează să fie înregistrata și transformată într-un hit de către Patsy Cline, dar ea a fost ucisă într-un accident de avion, înainte de înregistrarea vreodată a compoziției. În iulie 1994, Rimes a inregistrat piesa pe albumul ei independent, All That.

## Cariera muzicală
1996: Blue
Dupa ce a semnat cu Curb Records, Rimes re-inregistrat o noua versiune a "Blue", care a fost lansată pe albumul ei de debut, și care a ajuns pe locul zece pe Billboard Country. În acest timp, mass-media a fost de parere că Rimes a fost succesoarea la moștenirea lui Patsy Cline. Albumul Blue a vândut 123000 de exemplare în prima săptămână, cea mai mare cifra din istoria SoundScan la acel moment. Acesta a ajuns la numărul unu de pe Top albume din țară și a debutat pe locul trei pe Billboard 200. În cele din urmă un total de patru milioane de exemplare în Statele Unite și opt milioane de exemplare în întreaga lume. All music a considerat albumul a fi "încântător", și că ar putea "inspira alți adolescenți". Rimes a scos mai multe single-uri de pe albumul ei country in 1996, începând cu One Way Ticket (Because I Can) , care a ajuns numărul unu în Billboard Country in 1996. Ea a lansat, de asemenea, un duet cu Eddy Arnold de pe album, un remake al unui hit de al acestuia din 1955 The Cattle Call. Alte hit-uri de pe album sunt incluse Top 5 The Light in Your Eyes și   Hurt.
1997–2001: Trecerea la stilul pop si succesul mondial
În septembrie 1997, a lansat următorul album de studio intitulat You Light Up My Life:Inspirational Songs. Albumul a avut cântece inspirational clasice, cum ar fi Clinging to Saving a Hand și Amazing Grace. Prezentă, de asemenea, remake-uri de muzică pop, cum ar fi cel al lui Debby Boone You Light Up My Life și cel al lui Bette Midler Rose. Albumul a fost o abatere de la edițiile anterioare a lui Rimes, deoarece conține mai mult stil Adult Contemporary decât Country. Albumul a vândut peste patru milioane de exemplare în Statele Unite ale Americii. Albumul conține o versiune extinsă a singlelului How I Live, care a ajuns in Billboard Hot 100, pe locul doi. How Do I Live, a stabilit un nou record în Billboard Hot 100 , a petrecut 69 săptămâni pe diagramă.  La 13 octombrie 1997 a publicat primul ei roman, intitulat Holiday in Your Heart, împreună cu Tim Carter.
În anul 2000, Rimes face o trecere completă în muzica pop. La data de 08 martie 2000, Rimes a contribuit la coloana sonoră din 1999 pentru filmul de televiziune Isus. Cântecul, I Need You, va fi lansat ca un single de pe coloana sonora a filmului la 18 iulie 2000.I Need You  a fost caracterizat de Allmusic ca având similitudini cu cel de Adult Contemporary și muzica pop. Piesa a devenit un hit in Top 10 country  și, de asemenea, un important pop hit. Rimes participa  în fimul Coyote Ugly în anul 2000. Și, ar contribui, de asemenea,la patru melodii pentru coloana sonora a filmului la 1 august 2000. Două single-uri au fost eliberate de la coloana sonora a filmului Coyote Ugly. Can't Fight the Moonlight, a fost lansat ca single pentru coloana sonora a filmului pe 22 august 2000, iar al doilea single de pe coloana sonora a filmului,But I Do Love You În februarie 2002 Can't Fight the Moonlight a devenit un hit de crossover Pop, ajungand pe locul 11 în Statele Unite și de a devenit cel mai mare single de vânzare de 2001, în Australia.  Can't Fight the Moonlight i-a adus lui LeAnn Rimes un Blockbuster Entertainment Award pentru cântecul favorit de la un film.

## Influențe
Rimes a dat importanță multor artiști din diferite genuri de muzică, în special country și pop. Ea a declarat că Barbra Streisand, Wynonna Judd și Reba McEntire au fost influențe primare pentru ea, iar Patsy Cline a fostinfluența principală asupra carierei ei. Ea a înregistrat multe din cântecele de succes a lui Cline încâ de la începutul carierei sale. Albumul din 1999 este în primul rând un tribut adus lui Cline, Rimes a înregistrat cinci din zece piese care au fost hit-uri de a lui Cline cu ani înainte. Rimes a declarat, de asemenea, că Judy Garland a fost o influență la fel de majoră.

## Discografie
Albume de studio
- 1991: Everybody's Sweetheart
- 1992: From My Heart to Yours
- 1994: All That
- 1996: Blue
- 1997: You Light Up My Life: Inspirational Songs
- 1998: Sittin' on Top of the World
- 1999: LeAnn Rimes
- 2001: I Need You
- 2002: Twisted Angel
- 2004: What a Wonderful World
- 2005: This Woman
- 2006: Whatever We Wanna
- 2007: Family
- 2011: Lady & Gentlemen
- 2013: Spitfire
- 2014: One Christmas: Chapter 1

## Filmografie

### Film și televiziune
| An   | Titlu                                      | Rol            | Note                                                           |
| ---- | ------------------------------------------ | -------------- | -------------------------------------------------------------- |
| 1998 | Days of Our Lives                          | Madison        | Serial TV (2 episodes), April 30 to 1 mai 1998                 |
| 2003 | American Dreams                            | Connie Francis | Serial TV (1 episod: "Where the Boys Are")                     |
| 2006 | Holly Hobbie and Friends: Christmas Wishes | Kelly Deegan   | Film TV                                                        |
| 2009 | Northern Lights                            | Meg Galligan   | Film TV                                                        |
| 2009 | I Get That a Lot                           | Waitress       | TV special (1 episode)                                         |
| 2010 | Good Intentions                            | Pam            |                                                                |
| 2011 | Drop Dead Diva                             | Lana Kline     | Serial TV (1 episod: "Hit and Run")                            |
| 2011 | Reel Love                                  | Holly Whitman  | Film TV                                                        |
| 2013 | Anger Management                           | Wynona         | Serial TV (1 episod: "Charlie Dates a Serial Killer's Sister") |

### Ca ea însăși
| An   | Titlu                         | Note                                |
| ---- | ----------------------------- | ----------------------------------- |
| 1997 | LeAnn Rimes in Concert        | Disney Channel special              |
| 1997 | Holiday in Your Heart         | Film TV                             |
| 1999 | Moesha                        | 1 episod: "Ohmigod, Fanatic"        |
| 2000 | Coyote Ugly                   | Cameo                               |
| 2004 | Extreme Makeover Home Edition | Invitată                            |
| 2010 | Extreme Makeover Home Edition | Invitată                            |
| 2012 | Interiors, Inc                | 1 episod: "HININ-102H"              |
| 2014 | LeAnn & Eddie                 | 3 episoade: Reality Television; VH1 |

## Publicații
- Holiday in Your Heart (1997) cu Tom Carter[10]
- Jag (2003)[11]
- Jag's New Friend (2004)[12]
- What I Cannot Change (2009) with Darrell Brown[13]

## Premii

### vCountry Music Association
| An   | Premiu        | Note |
| ---- | ------------- | ---- |
| 1997 | Horizon Award |      |

### Premiile Academy of Country Music
| An   | Premiu                        |
| ---- | ----------------------------- |
| 1996 | Top New Female Vocalist       |
| 1996 | Single of the Year for "Blue" |
| 2009 | Humanitarian Award            |

### Grammy
| An   | Premiu                                | Pentru                            | Rezultat     |
| ---- | ------------------------------------- | --------------------------------- | ------------ |
| 1997 | Best New Artist                       | Herself                           | Câștigat     |
| 1997 | Best Female Country Vocal Performance | "Blue"                            | Câștigat     |
| 1998 | Best Female Country Vocal Performance | "How Do I Live"                   | Nominalizare |
| 2007 | Best Female Country Vocal Performance | "Something´s Gotta Give"          | Nominalizare |
| 2008 | Best Female Country Vocal Performance | "Nothin' Better To Do"            | Nominalizare |
| 2009 | Best Female Country Vocal Performance | "What I Cannot Change"            | Nominalizare |
| 2011 | Best Female Country Vocal Performance | "Swingin'"                        | Nominalizare |
| 2008 | Album Of The Year                     | "These Days" (as featured artist) | Nominalizare |

### American music awards
| An   | Premiu              | Note                      |
| ---- | ------------------- | ------------------------- |
| 1997 | Favorite New Artist | Only American music award |

### CMT music awards
| An   | Premiu                          | Video                                           |
| ---- | ------------------------------- | ----------------------------------------------- |
| 2008 | Collaborative Video of the Year | "'Til We Ain't Strangers Anymore" (w/ Bon Jovi) |